# Hampton Hawes

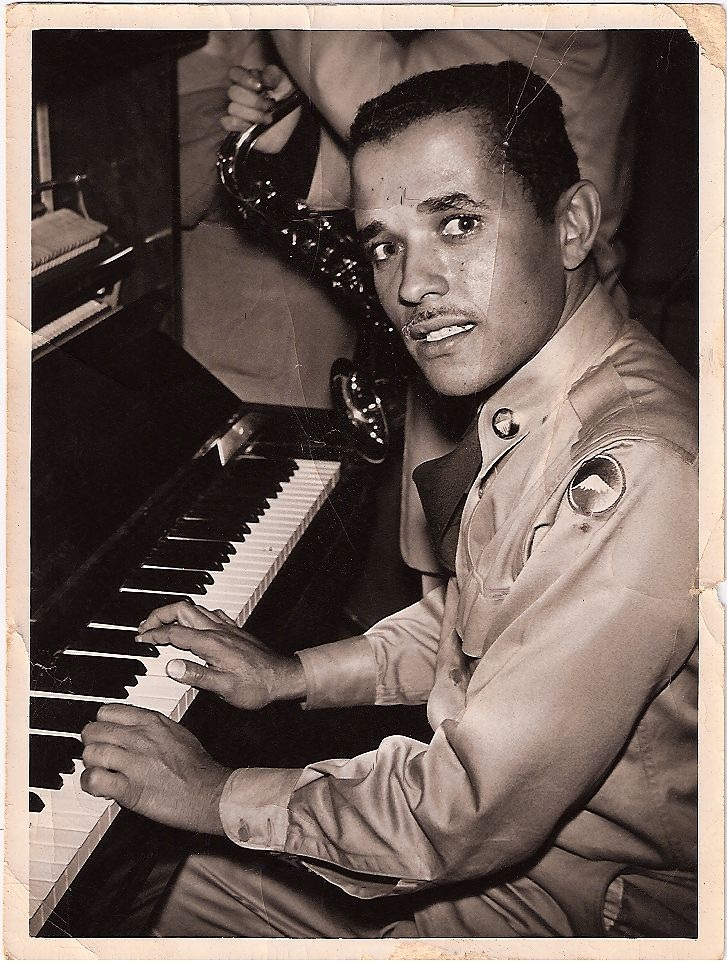
Hampton Hawes in Japan (1953)

Hampton Hawes (* 13. November 1928 in Los Angeles, Kalifornien; † 22. Mai 1977 ebenda) war ein US-amerikanischer Jazz-Pianist.

## Werdegang
Hawes erlernt das Klavierspiel autodidaktisch und hatte schon als Jugendlicher Gelegenheit, mit Musikern wie Dexter Gordon, Sonny Criss, Teddy Edwards und Wardell Gray zu spielen. Während einer Zusammenarbeit mit der Band von Howard McGhee konnte er 1950–1951 mit Charlie Parker auftreten. 1952 bis 1954 diente Hawes in der US Army. Unmittelbar danach unternahm er eine Japanreise, bei der er Toshiko Akiyoshi kennenlernte, mit der ihn eine lebenslange Freundschaft verband.
Lester Koenig, der Hawes in einer Band unter Shorty Rogers kennengelernt hatte, gewann ihn für das Label Contemporary Records, für das er 1955 und 1956 mit seinem Trio mit Red Mitchell und Chuck Thompson (teils erweitert durch den Gitarristen Jim Hall) sechs Alben einspielte. Daneben arbeitete er mit Lennie Niehaus, Barney Kessel, Art Pepper, Bill Perkins, Charles Mingus (Mingus Three, 1957), Sonny Rollins (Sonny Rollins and the Contemporary Leaders, 1958) und Harold Land (For Real!, 1958).
Im November 1958 wurde Hawes, der schon als Soldat wegen Drogenproblemen im Militärgefängnis gesessen hatte, wegen Besitzes von Heroin inhaftiert. 1963 wurde er vom Präsidenten John F. Kennedy begnadigt. Er konnte aber nie wieder an seine Erfolge in den 1950er Jahren anknüpfen. 1974 erschien seine Autobiographie Raise Up Off Me (deutsch unter dem Titel Ganz tief Luft holen. Autobiographie eines Jazzmusikers 1983).

## Diskographie (Auswahl)
- Hampton Hawes Early Years Trio and Quartet Sessions 1951–1956 (Fresh Sound)
- The Hampton Hawes Memorial Album (Xanadu) 1952–1956
- Hampton Hawes Trio (Contemporary, 1955)
- This Is Hampton Hawes (Contemporary, 1956)
- Everybody Likes Hampton Hawes (Contemporary, 1956)
- All Night Session! Vol. 1 (Contemporary, 1956 [1958])
- All Night Session! Vol. 2 (Contemporary, 1956 [1958])
- All Night Session! Vol. 3 (Contemporary, 1956 [1958])
- Curtis Fuller and Hampton Hawes with French Horns (Status, 1957)
- Four! (Contemporary, 1958)
- Bird Song (Contemporary, 1956–58 [1999])
- For Real! (Contemporary, 1958 [1961])
- The Sermon (Contemporary, 1958 [1987])
- The Green Leaves of Summer (Contemporary, 1965)
- Here and Now (Contemporary, 1966)
- The Seance (Contemporary, 1966 [1969])
- I'm All Smiles (Contemporary, 1966 [1973])
- Hamp's Piano (SABA, 1967) – auch als Hampton Hawes in Europe (Prestige)
- Key for Two (BYG Actuel, 1968 [1979]) mit Martial Solal
- Blues for Bud (Black Lion, 1968 [1986])
- Spanish Steps (Black Lion, 1968 [1971])
- The Challenge (Victor, 1968)
- Jam Session (Columbia, 1968)
- High In The Sky (Vault, 1970)
- This Guy's in Love with You (Freedom, 1971 [1975]) – auch als Live at the Montmartre (Freedom)
- A Little Copenhagen Night Music (Freedom, 1971 [1977])
- Universe (Prestige, 1972)
- Blues for Walls (Prestige, 1973)
- Live at the Jazz Showcase in Chicago Volume One (Enja, 1973 [1981]) mit Cecil McBee und Roy Haynes
- Live at the Jazz Showcase in Chicago Volume Two (Enja, 1973 [1989]) mit Cecil McBee und Roy Haynes
- Playin' in the Yard (Prestige, 1973)
- Northern Windows (Prestige, 1974)
- Recorded Live at the Great American Music Hall (Concord Jazz, 1975 [1983])
- Charlie Haden/Hampton Hawes As Long as There’s Music (Artists House, 1976 [1977])
- Something Special (Contemporary, 1976 [1994])
- Hampton Hawes at the Piano (Contemporary, 1976 [1978])
- Memory Lane Live (Jas, 1977)